# Lucienne Capdevielle
Pour les articles homonymes, voir Capdevielle.
Lucienne Capdevielle, née à Alger le 1er janvier 1885 et morte à Paris à l'hôpital Bichat le 17 octobre 1961, est une peintre et pastelliste française. 

## Biographie
Élève de Georges-Antoine Rochegrosse, Jean-Paul Laurens, Paul Albert Laurens et Léon Cauvy, secrétaire de la Société des artistes français, elle obtient une mention honorable au Salon des artistes français de 1925. Membre de l'Union des femmes peintres et sculpteurs, elle y expose en 1929 les toiles Nature morte, Jardin des Invalides, Montmartre, Bohémienne et Au lac de Bethmale, et y obtient le 1er prix en 1936.